# Оксфорд (Охајо)
Оксфорд (енгл. Oxford) град је у америчкој савезној држави Охајо.

## Демографија
По попису из 2010. године број становника је 21.371, што је 572 (-2,6%) становника мање него 2000. године.
| Група             | 2000.          | 2010.          |
| Белци             | 19.813 (90,3%) | 18.390 (86,1%) |
| Афроамериканци    | 947 (4,3%)     | 859 (4,0%)     |
| Азијати           | 530 (2,4%)     | 1.153 (5,4%)   |
| Хиспаноамериканци | 317 (1,4%)     | 491 (2,3%)     |
| Укупно            | 21.943         | 21.371         |